# Gymnonerius dimidiatus
Gymnonerius dimidiatus är en tvåvingeart som beskrevs av Cresson 1926. Gymnonerius dimidiatus ingår i släktet Gymnonerius och familjen Neriidae.
Artens utbredningsområde är Filippinerna. Inga underarter finns listade i Catalogue of Life.